# А-5 (планёр)
А-5 — планёр конструкции К. К. Арцеулова. Построен в 1922 г. Первый раз испытывался неудачно, зимой 1922-23 гг. при буксировке за аэросанями по талому снегу не удалось развить достаточно равномерную тягу необходимую для взлёта планёра. 24 июля 1923 г. на Ходынском аэродроме при буксировке против ветра за автомобилем А-5 совершил первый полёт. Он поднялся в воздух на высоту около 15 м, сбросил фал и медленно спланировал в управляемом полёте.
На I Всесоюзных планёрных испытаниях на А-5 лётчиком Л. А. Юнгмайстером был установлен рекорд продолжительности полёта — 1 ч 20 мин 30 сек. Планёр был удостоен главных призов, и его конструкция впоследствии была повторена либо полностью, либо с некоторыми изменениями. На II Всесоюзных планёрных испытаниях в 1924 г. эта конструкция была представлена планёрами «Икар», «Ильич», «Пионер-Ленинец» и «Красный студент».

## Конструкция

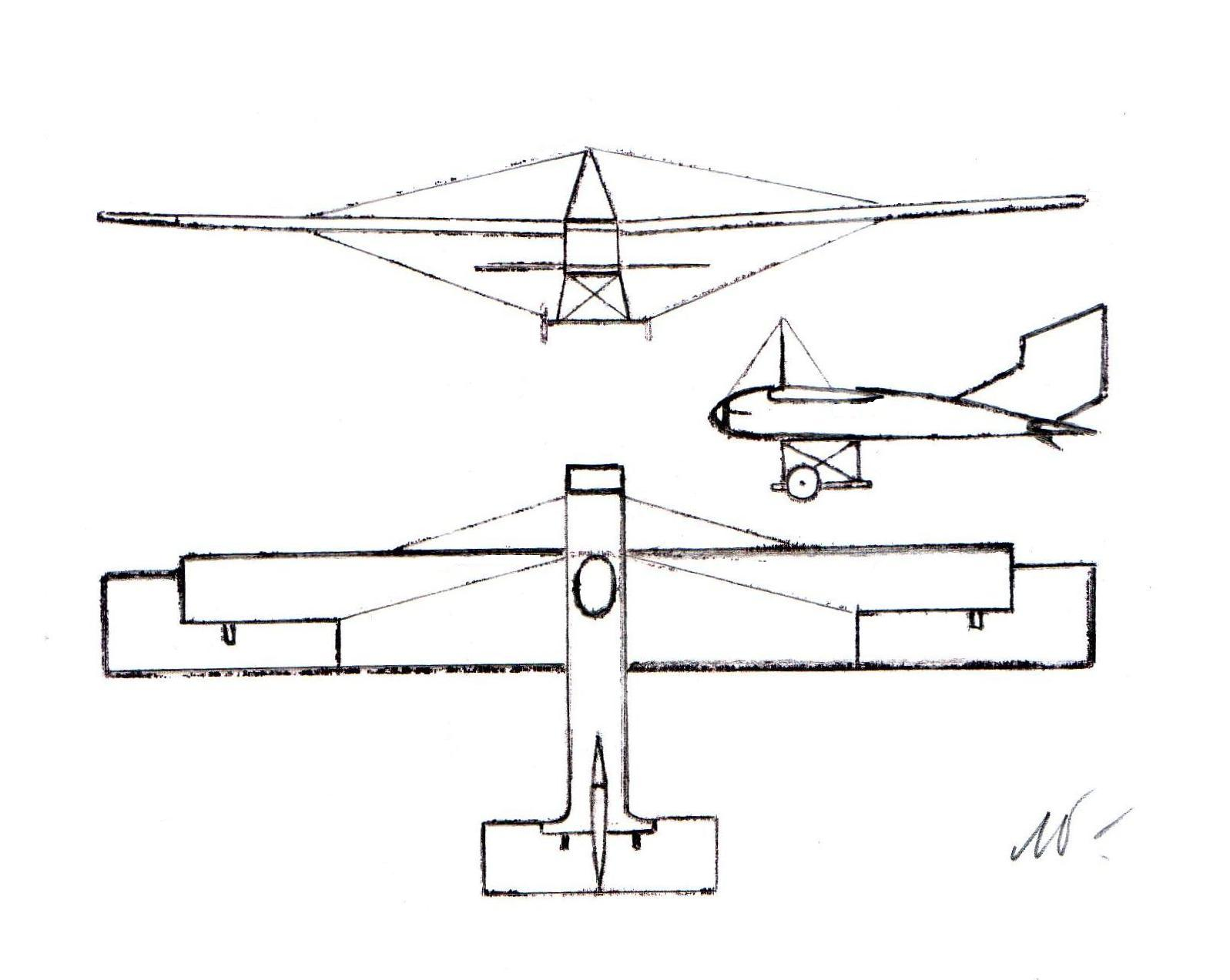

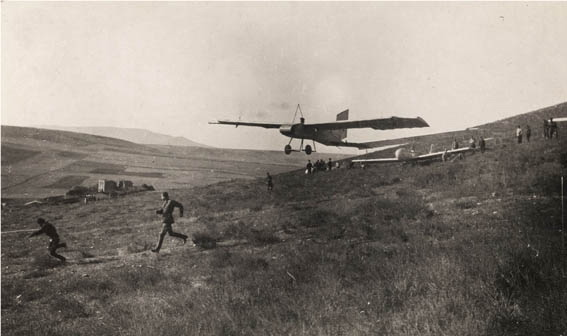
Планер А-5 К.К. Арцеулова в полёте, 1923 год, Узун-Сырт

А-5 представляет собой моноплан с высокорасположенным крылом на растяжках.
- Крыло — профиль крыла — Прандтль 387. В основе силовой конструкции имеется два лонжерона в местах присоединения растяжек и стыков с фюзеляжем усиленных башмаками из листового железа толщиной 1 мм. На каждом полукрыле поперёк лонжеронов, были установлены 11 нервюр, 4 из них усиленные (расчалены стальной проволокой). Лобовая часть крыла изготовлена из 1 мм шпона, оклеенного парусиной. Задние концы нервюр соединены 1 мм проволокой, которая образует кромку крыла.
- Фюзеляж — прямоугольного сечения, имел четыре продольных стрингера соединённых поперечными диагональными распорками, на которые наклеивались фанерные накладки. Для крепления крыльев имелись поперечные рамы. Сиденье пилота крепилось на продольной раме на полу. Кабина открытого типа.
- Шасси — крепилось внизу фюзеляжа. Состояло из четырёх стоек, двух лыж и двух распорок. Колёса надевались на стальную трубу, привязанную к лыжам резиновым шнуром.
- Хвостовое оперение — состояло из киля рулей направления и высоты, имевших аэродинамическую компенсацию.
- Система управления — усилия от ручки и педалей передавались на рули и элероны в основном по тросовой проводке.